# Cigaritis jugurtha
Cigaritis jugurtha är en fjärilsart som beskrevs av Charles Oberthür 1876. Cigaritis jugurtha ingår i släktet Cigaritis och familjen juvelvingar. Inga underarter finns listade i Catalogue of Life.